# Liste der Nummer-eins-Hits in Frankreich (2003)
Diese Liste enthält alle Nummer-eins-Hits in Frankreich im Jahr 2003. Es gab in diesem Jahr 13 unterschiedliche Nummer-eins-Singles und 22 verschiedene Nummer-eins-Alben. Im April wurde der Beginn der Chartwochen von Samstag auf Sonntag umgestellt. Daher gibt es eine zusätzliche Chartwoche für den 26. April.

## Singles
| ← 2002 ← | Liste der Nummer-eins-Hits in Frankreich | Liste der Nummer-eins-Hits in Frankreich                 | Liste der Nummer-eins-Hits in Frankreich                                                 | 2004 → |
| \| Zeitraum \| Wo. ges. \| Interpret \| Titel Autor(en) \| Zusätzliche Informationen \| \| (Zeitraum, Wochen auf Platz eins, Interpret, Titel, Autor[en], zusätzliche Informationen) \| \| \| \| \| \| ----------------------------------------------------------------------------------------- \| -------- \| -------------------------------------------------------- \| ---------------------------------------------------------------------------------------- \| ------------------------------------------------------------------------------------------------------------------------------------------------------------------------------------------------------------------------------------------------------------ \| \| 14. Dezember 2002 – 31. Januar 2003 7 Wochen \| 7 \| Star Academy 2 \| Paris Latino Carlos Perez, José Perez \| – \| \| 1. Februar 2003 – 21. März 2003 7 Wochen \| 7 \| Alphonse Brown \| Le frunkp Raphaël Mussard, Michaël Youn \| Das Lied stammt aus dem Film La Beuze des französischen Komikers Michaël Youn. \| \| 22. März 2003 – 4. April 2003 2 Wochen \| 2 \| Nolwenn Leroy \| Cassé Lionel Florence, Francis Maggiulli \| Die Gewinnerin der zweiten Staffel von Star Academy gelang mit ihrer Debüt-Single der Sprung auf die Spitzenposition der französischen Singlecharts. \| \| 5. April 2003 – 18. April 2003 2 Wochen \| 2 \| Chimène Badi \| Entre nous Rick Allison \| Chimène Badi nahm an der zweiten Staffel der französischen Version von Popstars teil. Sie schaffte es nicht in die Band, wurde aber als Solokünstlerin unter Vertrag genommen. Mit ihrer ersten Single erreichte sie Platz 1 der französischen Singlecharts. \| \| 19. April 2003 – 24. Mai 2003 6 Wochen (insgesamt 6) \| 6 \| Florent Pagny \| Ma liberté de penser Lionel Florence, Pascal Obispo \| Für Florent Pagny war Ma liebrté de penser der dritte Nummer-eins-Hit in Frankreich. \| \| 25. Mai 2003 – 30. Mai 2003 1 Woche (insgesamt 2) \| 2 \| Lorie \| Sur un air latino Johnny Williams, Pierre Billon, Lorie \| Nachdem Lorie mit ihrem Album Tendrement im letzten Jahr eine Nummer-eins-Platzierung in den Albumcharts erreichte, schaffte es nun auch erstmals eine Single von Lorie auf Platz 1 der französischen Charts. \| \| 1. Juni 2003 – 7. Juni 2003 1 Woche \| 1 \| Pascal Obispo \| Fan Lionel Florence, Pascal Obispo \| – \| \| 8. Juni 2003 – 14. Juni 2003 1 Woche (insgesamt 2) \| 2 \| Lorie \| Sur un air latino Johnny Williams, Pierre Billon, Lorie \| – \| \| 15. Juni 2003 – 23. August 2003 10 Wochen \| 10 \| DJ Bobo \| Chihuahua René Baumann, Axel Breitung, Ray Gilbert, Luis Oliveira \| Chihuahua wurde von der Syndicat National de l’édition Phonographique für über 750.000 verkaufter Exemplare in Frankreich mit einer Daiamant-Schallplatte ausgezeichnet.[1] \| \| 24. August 2003 – 13. September 2003 3 Wochen \| 3 \| Jocelyne Labylle & Cheela feat. Jacob Desvarieux & Passi \| Laisse parler les ge Jocelyne Labylle, Edmond Goyor, Passi, Cheela Maquinous, Henri Debs \| – \| \| 14. September 2003 – 20. September 2003 1 Woche \| 1 \| Lorna \| Papi Chulo… te traigo el mmmm Rodney S. Clark \| – \| \| 21. September 2003 – 15. November 2003 8 Wochen (insgesamt 8) \| 8 \| Tragédie \| Hey Oh Tizy Bone, Silky Shai, DJ Dem's, Dom Bamboo \| Tragédies Debüt-Single Hey Oh stieg direkt auf Platz 1 ein und konnte sich insgesamt 21 Wochen in den französischen Singlecharts halten. \| \| 16. November 2003 – 6. Dezember 2003 3 Wochen \| 3 \| Linkup \| Mon étoile Tizy Bone, Silky Shai, DJ Dem's, Dom Bamboo \| Die Band Linkup entstand aus der dritten Staffel der französischen Version von Popstars. Wie bereits die Siegerbands der vergangenen zwei Staffeln erreichte auch Linkup mit ihrer Debüt-Single Platz 1 der französischen Singlecharts. \| \| 7. Dezember 2003 – 13. Dezember 2003 1 Woche (insgesamt 8) \| 8 \| Tragédie \| Hey Oh Tizy Bone, Silky Shai, DJ Dem's, Dom Bamboo \| – \| \| 14. Dezember 2003 – 3. Januar 2004 3 Wochen \| 3 \| Star Academy 3 \| L'Orange / Wot Pierre Delanoë, Gilbert Bécaud \| Bei L'Orange handelt es sich um eine Coverversion des gleichnamigen Liedes von Gilbert Bécaud aus dem Jahr 1964. \| |                                          |                                                          |                                                                                          | |
| ← 2002 |                                          |                                                          |                                                                                          | → 2004 → |
| Zeitraum | Wo. ges.                                 | Interpret                                                | Titel Autor(en)                                                                          | Zusätzliche Informationen |
| (Zeitraum, Wochen auf Platz eins, Interpret, Titel, Autor[en], zusätzliche Informationen) |                                          |                                                          |                                                                                          | |
| 14. Dezember 2002 – 31. Januar 2003 7 Wochen | 7                                        | Star Academy 2                                           | Paris Latino Carlos Perez, José Perez                                                    | – |
| 1. Februar 2003 – 21. März 2003 7 Wochen | 7                                        | Alphonse Brown                                           | Le frunkp Raphaël Mussard, Michaël Youn                                                  | Das Lied stammt aus dem Film La Beuze des französischen Komikers Michaël Youn. |
| 22. März 2003 – 4. April 2003 2 Wochen | 2                                        | Nolwenn Leroy                                            | Cassé Lionel Florence, Francis Maggiulli                                                 | Die Gewinnerin der zweiten Staffel von Star Academy gelang mit ihrer Debüt-Single der Sprung auf die Spitzenposition der französischen Singlecharts. |
| 5. April 2003 – 18. April 2003 2 Wochen | 2                                        | Chimène Badi                                             | Entre nous Rick Allison                                                                  | Chimène Badi nahm an der zweiten Staffel der französischen Version von Popstars teil. Sie schaffte es nicht in die Band, wurde aber als Solokünstlerin unter Vertrag genommen. Mit ihrer ersten Single erreichte sie Platz 1 der französischen Singlecharts. |
| 19. April 2003 – 24. Mai 2003 6 Wochen (insgesamt 6) | 6                                        | Florent Pagny                                            | Ma liberté de penser Lionel Florence, Pascal Obispo                                      | Für Florent Pagny war Ma liebrté de penser der dritte Nummer-eins-Hit in Frankreich. |
| 25. Mai 2003 – 30. Mai 2003 1 Woche (insgesamt 2) | 2                                        | Lorie                                                    | Sur un air latino Johnny Williams, Pierre Billon, Lorie                                  | Nachdem Lorie mit ihrem Album Tendrement im letzten Jahr eine Nummer-eins-Platzierung in den Albumcharts erreichte, schaffte es nun auch erstmals eine Single von Lorie auf Platz 1 der französischen Charts.                                                |
| 1. Juni 2003 – 7. Juni 2003 1 Woche | 1                                        | Pascal Obispo                                            | Fan Lionel Florence, Pascal Obispo                                                       | – |
| 8. Juni 2003 – 14. Juni 2003 1 Woche (insgesamt 2) | 2                                        | Lorie                                                    | Sur un air latino Johnny Williams, Pierre Billon, Lorie                                  | – |
| 15. Juni 2003 – 23. August 2003 10 Wochen | 10                                       | DJ Bobo                                                  | Chihuahua René Baumann, Axel Breitung, Ray Gilbert, Luis Oliveira                        | Chihuahua wurde von der Syndicat National de l’édition Phonographique für über 750.000 verkaufter Exemplare in Frankreich mit einer Daiamant-Schallplatte ausgezeichnet.                                                                                     |
| 24. August 2003 – 13. September 2003 3 Wochen | 3                                        | Jocelyne Labylle & Cheela feat. Jacob Desvarieux & Passi | Laisse parler les ge Jocelyne Labylle, Edmond Goyor, Passi, Cheela Maquinous, Henri Debs | – |
| 14. September 2003 – 20. September 2003 1 Woche | 1                                        | Lorna                                                    | Papi Chulo… te traigo el mmmm Rodney S. Clark                                            | – |
| 21. September 2003 – 15. November 2003 8 Wochen (insgesamt 8) | 8                                        | Tragédie                                                 | Hey Oh Tizy Bone, Silky Shai, DJ Dem's, Dom Bamboo                                       | Tragédies Debüt-Single Hey Oh stieg direkt auf Platz 1 ein und konnte sich insgesamt 21 Wochen in den französischen Singlecharts halten. |
| 16. November 2003 – 6. Dezember 2003 3 Wochen | 3                                        | Linkup                                                   | Mon étoile Tizy Bone, Silky Shai, DJ Dem's, Dom Bamboo                                   | Die Band Linkup entstand aus der dritten Staffel der französischen Version von Popstars. Wie bereits die Siegerbands der vergangenen zwei Staffeln erreichte auch Linkup mit ihrer Debüt-Single Platz 1 der französischen Singlecharts.                      |
| 7. Dezember 2003 – 13. Dezember 2003 1 Woche (insgesamt 8) | 8                                        | Tragédie                                                 | Hey Oh Tizy Bone, Silky Shai, DJ Dem's, Dom Bamboo                                       | – |
| 14. Dezember 2003 – 3. Januar 2004 3 Wochen | 3                                        | Star Academy 3                                           | L'Orange / Wot Pierre Delanoë, Gilbert Bécaud                                            | Bei L'Orange handelt es sich um eine Coverversion des gleichnamigen Liedes von Gilbert Bécaud aus dem Jahr 1964. |

## Alben
| ← 2002 ← | Liste der Nummer-eins-Hits in Frankreich | Liste der Nummer-eins-Hits in Frankreich | Liste der Nummer-eins-Hits in Frankreich | 2004 → |
| \| Zeitraum \| Wo. ges. \| Interpret \| Titel \| Zusätzliche Informationen \| \| (Zeitraum, Wochen auf Platz eins, Interpret, Titel, zusätzliche Informationen) \| \| \| \| \| \| ------------------------------------------------------------------------------ \| -------- \| -------------------- \| --------------------------- \| ------------------------------------------------------------------------------------------------------------------------------------------------------------------- \| \| 21. Dezember 2002 – 24. Januar 2003 5 Wochen (insgesamt 6) \| 6 \| Star Academy 2 \| Fait sa boum \| – \| \| 25. Januar 2003 – 14. Februar 2003 3 Wochen \| 3 \| Carla Bruni \| Quelqu'un m'a dit \| – \| \| 15. Februar 2003 – 21. Februar 2003 1 Woche \| 1 \| Massive Attack \| 100th Window \| – \| \| 22. Februar 2003 – 7. März 2003 2 Wochen \| 2 \| Les Enfoirés \| 2003: La foire aux Enfoirés \| 2003: La foire aux Enfoirés ist bereits das vierte Nummer-eins-Album des französischen Musikprojektes Les Enfoirés \| \| 8. März 2003 – 14. März 2003 1 Woche \| 1 \| Nolwenn Leroy \| Nolwenn \| Kurze Zeit nach dem Album stieg auch die Single Cassé aus dem Album auf Platz 1. \| \| 15. März 2003 – 28. März 2003 2 Wochen \| 2 \| Hélène Ségara \| Humaine \| – \| \| 29. März 2003 – 11. April 2003 2 Wochen \| 2 \| Céline Dion \| On Heart \| On Heart ist das sechste Studioalbum von Dion, welches Platz 1 der französischen Albumcharts erreichen konnte. \| \| 12. April 2003 – 25. April 2003 2 Wochen (insgesamt 7) \| 7 \| Florent Pagny \| Ailleurs land \| – \| \| 26. April 2003 1 Woche (insgesamt 1) \| 1 \| Madonna \| American Life \| Das fünfte Nummer-eins-Album von Madonna in Frankreich konnte sich eine Chartwoche auf der Spitzenposition halten. \| \| 27. April 2003 – 31. Mai 2003 5 Wochen (insgesamt 7) \| 7 \| Florent Pagny \| Ailleurs land \| – \| \| 1. Juni 2003 – 7. Juni 2003 1 Woche (insgesamt 3) \| 3 \| Jean-Jacques Goldman \| Un tour ensemble \| – \| \| 8. Juni 2003 – 14. Juni 2003 1 Woche \| 1 \| Radiohead \| Hail to the Thief \| – \| \| 15. Juni 2003 – 28. Juni 2003 2 Wochen (insgesamt 3) \| 3 \| Jean-Jacques Goldman \| Un tour ensemble \| – \| \| 29. Juni 2003 – 13. September 2003 11 Wochen \| 11 \| Norah Jones \| Come Away with Me \| Come Away with Me war bereits über ein Jahr in den französischen Singlecharts vertreten, bevor es in seiner 70. Chartwoche die Spitzenplatzierung erreichen konnte. \| \| 14. September 2003 – 20. September 2003 1 Woche \| 1 \| IAM \| Revoir un printemps \| – \| \| 21. September 2003 – 27. September 2003 1 Woche \| 1 \| Muse \| Absolution \| – \| \| 28. September 2003 – 11. Oktober 2003 2 Wochen \| 2 \| Dido \| Life for Rent \| – \| \| 12. Oktober 2003 – 1. November 2003 3 Wochen (insgesamt 4) \| 4 \| Céline Dion \| Une fille et quatre types \| Une fille et quatre types ist bereits das zweite Nummer-eins-Album Dions 2003. Insgesamt ist es ihr siebtes Nummer-eins-Album in Frankreich. \| \| 2. November 2003 – 8. November 2003 1 Woche \| 1 \| Johnny Hallyday \| Parc des Princes 2003 \| – \| \| 9. November 2003 – 15. November 2003 1 Woche (insgesamt 4) \| 4 \| Céline Dion \| Une fille et quatre types \| – \| \| 16. November 2003 – 22. November 2003 1 Woche \| 1 \| Britney Spears \| In the Zone \| – \| \| 23. November 2003 – 6. Dezember 2003 2 Wochen \| 2 \| M \| Qui de nous deux \| – \| \| 7. Dezember 2003 – 13. Dezember 2003 1 Woche \| 1 \| Tragédie \| Tragédie \| In dieser Chartwoche standen Tragédie sowohl auf Platz eins der Single-, als auch auf Platz eins der Albumcharts. \| \| 14. Dezember 2003 – 3. Januar 2004 3 Wochen \| 3 \| Star Academy 3 \| Les meileurs moments \| In dieser Chartwoche standen Tragédie sowohl auf Platz eins der Single-, als auch auf Platz eins der Albumcharts. \| |                                          |                                          |                                          | |
| ← 2002 |                                          |                                          |                                          | → 2004 → |
| Zeitraum | Wo. ges.                                 | Interpret                                | Titel                                    | Zusätzliche Informationen |
| (Zeitraum, Wochen auf Platz eins, Interpret, Titel, zusätzliche Informationen) |                                          |                                          |                                          | |
| 21. Dezember 2002 – 24. Januar 2003 5 Wochen (insgesamt 6) | 6                                        | Star Academy 2                           | Fait sa boum                             | – |
| 25. Januar 2003 – 14. Februar 2003 3 Wochen | 3                                        | Carla Bruni                              | Quelqu'un m'a dit                        | – |
| 15. Februar 2003 – 21. Februar 2003 1 Woche | 1                                        | Massive Attack                           | 100th Window                             | – |
| 22. Februar 2003 – 7. März 2003 2 Wochen | 2                                        | Les Enfoirés                             | 2003: La foire aux Enfoirés              | 2003: La foire aux Enfoirés ist bereits das vierte Nummer-eins-Album des französischen Musikprojektes Les Enfoirés                                                  |
| 8. März 2003 – 14. März 2003 1 Woche | 1                                        | Nolwenn Leroy                            | Nolwenn                                  | Kurze Zeit nach dem Album stieg auch die Single Cassé aus dem Album auf Platz 1.                                                                                    |
| 15. März 2003 – 28. März 2003 2 Wochen | 2                                        | Hélène Ségara                            | Humaine                                  | – |
| 29. März 2003 – 11. April 2003 2 Wochen | 2                                        | Céline Dion                              | On Heart                                 | On Heart ist das sechste Studioalbum von Dion, welches Platz 1 der französischen Albumcharts erreichen konnte.                                                      |
| 12. April 2003 – 25. April 2003 2 Wochen (insgesamt 7) | 7                                        | Florent Pagny                            | Ailleurs land                            | – |
| 26. April 2003 1 Woche (insgesamt 1) | 1                                        | Madonna                                  | American Life                            | Das fünfte Nummer-eins-Album von Madonna in Frankreich konnte sich eine Chartwoche auf der Spitzenposition halten.                                                  |
| 27. April 2003 – 31. Mai 2003 5 Wochen (insgesamt 7) | 7                                        | Florent Pagny                            | Ailleurs land                            | – |
| 1. Juni 2003 – 7. Juni 2003 1 Woche (insgesamt 3) | 3                                        | Jean-Jacques Goldman                     | Un tour ensemble                         | – |
| 8. Juni 2003 – 14. Juni 2003 1 Woche | 1                                        | Radiohead                                | Hail to the Thief                        | – |
| 15. Juni 2003 – 28. Juni 2003 2 Wochen (insgesamt 3) | 3                                        | Jean-Jacques Goldman                     | Un tour ensemble                         | – |
| 29. Juni 2003 – 13. September 2003 11 Wochen | 11                                       | Norah Jones                              | Come Away with Me                        | Come Away with Me war bereits über ein Jahr in den französischen Singlecharts vertreten, bevor es in seiner 70. Chartwoche die Spitzenplatzierung erreichen konnte. |
| 14. September 2003 – 20. September 2003 1 Woche | 1                                        | IAM                                      | Revoir un printemps                      | – |
| 21. September 2003 – 27. September 2003 1 Woche | 1                                        | Muse                                     | Absolution                               | – |
| 28. September 2003 – 11. Oktober 2003 2 Wochen | 2                                        | Dido                                     | Life for Rent                            | – |
| 12. Oktober 2003 – 1. November 2003 3 Wochen (insgesamt 4) | 4                                        | Céline Dion                              | Une fille et quatre types                | Une fille et quatre types ist bereits das zweite Nummer-eins-Album Dions 2003. Insgesamt ist es ihr siebtes Nummer-eins-Album in Frankreich.                        |
| 2. November 2003 – 8. November 2003 1 Woche | 1                                        | Johnny Hallyday                          | Parc des Princes 2003                    | – |
| 9. November 2003 – 15. November 2003 1 Woche (insgesamt 4) | 4                                        | Céline Dion                              | Une fille et quatre types                | – |
| 16. November 2003 – 22. November 2003 1 Woche | 1                                        | Britney Spears                           | In the Zone                              | – |
| 23. November 2003 – 6. Dezember 2003 2 Wochen | 2                                        | M                                        | Qui de nous deux                         | – |
| 7. Dezember 2003 – 13. Dezember 2003 1 Woche | 1                                        | Tragédie                                 | Tragédie                                 | In dieser Chartwoche standen Tragédie sowohl auf Platz eins der Single-, als auch auf Platz eins der Albumcharts.                                                   |
| 14. Dezember 2003 – 3. Januar 2004 3 Wochen | 3                                        | Star Academy 3                           | Les meileurs moments                     | In dieser Chartwoche standen Tragédie sowohl auf Platz eins der Single-, als auch auf Platz eins der Albumcharts.                                                   |